# Татырино
Татырино — деревня в Невельском районе Псковской области. Входит в состав Ивановской волости. 
Расположена в 22 км к северу от города Невель. 

## Население
Численность населения деревни в 2000 году составляла 32 человека, в 2011 году — 20 человек.

## История
До 2005 года деревня входила в состав ныне упразднённой Щербинской волости.